# Prorachias bristowei
Prorachias bristowei là một loài nhện trong họ Nemesiidae.
Prorachias bristowei được miêu tả năm 1924 bởi Mello-Leitão.